# Evergetisme

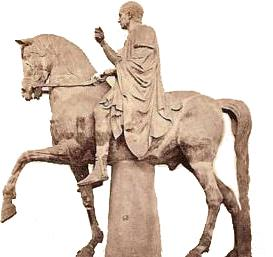
Estàtua eqüestre de M. Nonius Balbus, evergeta d'Herculà

L'evergetisme consisteix, per a un notable, a fer gaudir la seva riquesa amb els seus conciutadans. Aquest terme (o més rarament evergesia) va ser introduït al lèxic al segle xx per l'historiador André Boulanger. Deriva directament del verb grec εὐεργετέω / euergetéô que significa « fer el bé ». En la seva definició original, l'evergetisme consisteix, per als notables, en aprofitar la col·lectivitat de les seves riqueses, primer per l'embelliment de la seva ciutat (construcció de monuments, erecció d'estàtues), a continuació per la distracció (organització d'espectacles), els avantatges (distribució de diners, de regals o de terres) i el proveïment (distribució d'oli, de vi) a la plebs. Completa el clientelisme, enllaç individual i personal entre el patró i els seus clients. L'historiador Paul Veyne hi ha consagrat la seva obra El Pa i el Circ.

## La generositat hel·lenística, l'obligació romana
Apareguda al món hel·lenístic, aquesta pràctica social va acabar per difondre's al món romà. Els botins de guerra i els diners dels jocs o de les multes són la causa d'aquest moviment. Esdevé una obligació moral per als rics lligats a l'exercici d'una funció municipal, profana (magistratura, decurionat) o religiosa (sevirat augustal, flamen, pontificat), sent la contrapartida de l'honor (l'honor lligat a una funció), i una obligació i punt per a tota entrada en una magistratura important: el cònsol de Roma, l'edil d'una ciutat llatina donaven jocs quan prenien possessió del seu càrrec, i era de bon to mostrar-se generós donant més que de costum. Els generosos notables podien afegir beneficis de totes menes, banquets públics, espectacles gratuïts, o més brillant encara, finançament d'edificis d'utilitat pública, termes romanes, teatres, amfiteatres, etc., portant per a l'eternitat el nom i el títol del donador, seguit d'un esment modest, D.S.P.F. (De Sua Pecunia Fecit, « Fet amb el seu finançament »).
Pompeia i Herculà ens lliuren molts exemples d'evergetisme, com testifiquen les inscripcions i les estàtues aixecades per una municipalitat agraïda. Així, a Herculà, M. Spurius Rufus va construir un mercat (macèl·lum, no descobert), renovat per L. Mammius Maximus; Annius Mammianus Rufus va construir o renovar el teatre; M. Remmius Rufus equipa la ciutat d'una balança pública (pondera), d'un rellotge i d'un lloc de reunió (schola). Els rics manumissos no es queden enrere, i els germans Lucii financen un petit santuari (sacellum) en l'honor d'August. Cada inauguració s'acompanya d'un banquet ofert als conciutadans, o de manera més restringida, als membres del col·legi dels decurions o dels seviri augustals. Després del terratrèmol del 62, que destrossa Herculà, M. Nonius Balbus, antic Pretor amb poder proconsular finança la tramesa en estat dels baluards i de les portes de la ciutat, i de la basílica. En reconeixement, el senat de Herculà li dedica estàtues, entre les quals una estàtua eqüestre a l'entrada de la basílica, un altar de marbre sobre la seva sepultura i decideix dedicar-li els jocs de gimnàsia.
L'emperador era evidentment el més gran dels evergetes. Suetoni consigna sistemàticament a la seva Vides dels dotze cèsars la generositat que han prodigat al poble romà. Panem i circenses (pa i jocs) formava l'evergetisme diari, i els edificis esplèndids i desmesurats que inaugurava l'emperador ho completaven fastos històrics. Mentre l'Imperi Romà va ser pròsper, tothom hi sortia guanyant: els notables s'arruïnaven contra la glòria popular, i el poble se'n aprofitava sense vergonya. Només els estoics o els cristians van protestar contra la immoralitat dels espectacles oferts.

## Fi de l'evergetisme
A partir del segle iii i cada vegada més en els segles següents, les tensions econòmiques feien més difícil practicar l'evergetisme. Les construccions de monuments són més rares, els costos de ser magistrats comencen a allunyar els candidats. Un exemple d'aquesta crisi és l'Arc de Constantí essencialment construït amb peces reutilitzades. L'evergetisme s'estroncarà a Occident amb la desaparició de l'Imperi d'Occident. A l'Imperi d'Orient, les esglésies ompliran també el paper social dels evergetes.